# تسورتسیبیت
تسورتسیبیت یکی از بخشهای کانتون ارگو  در کشور سوئیس است.